# Шчепан Садурски
Шчѐпан Пьотър Саду̀рски (на полски: Szczepan Piotr Sadurski) е полски сатирик, карикатурист и журналист, председател на Партията на добрия хумор. Живее във Варшава.
Роден е през 1965 г. в Люблин. Завършва художествена гимназия през 1985 г. Публикува над 5 хил. рисунки в 200 списания. Лауреат е на различни награди, между тях и „Златната карфица ’86“ – наградата на списание „Шпилки“ („Карфици“) в конкурса за най-добра рисунка на годината.
Основава „Издателство на хумора и сатирата Суперпрес“ (1991), главен редактор на списание „Добър хумор“. Създател и председател е на Партията на добрия хумор – неформална международна организация за хора, които обичат да се смеят (има над 3 хил. членове в Полша и в други държави).
Собственик е на сатиричния уеб-портал Sadurski.com. Участва като член на жури в много сатирични и кабаретни конкурси в Полша, Турция и Швеция.